# Ernst Weber (Ingenieur)
Ernst Weber (* 6. September 1901 in Wien; † 15. Februar 1996 in Columbus, North Carolina) war ein österreichisch-amerikanischer Ingenieur. Er war ein Pionier in der Entwicklung des Richtfunks.
Weber studierte in Wien und war von 1924 bis 1930 dort und in Berlin in der Forschung tätig. Im Jahr 1930 wurde er  Visiting Professor am Polytechnic Institute of Brooklyn in New York City. Dort hatte er verschiedene akademische Positionen, so war er von 1945 bis 1957 Direktor des Microwave Research Institute, von 1957 bis 1963 Vizepräsident für Forschung und von 1958 bis 1969 Präsident. Unter seiner Leitung wurde das Polytechnic Institute eines der führenden Wissenschafts- und Ingenieurtechnikzentren des Landes. Während des Zweiten Weltkrieges war er für das Office of Scientific Research and Development tätig und forschte im Bereich der Mikrowellentechnologie.
Er war der erste Präsident der IEEE und einer der Gründer der National Academy of Engineering. Die IEEE Ernst Weber Managerial Leadership Recognition ist ihm zu Ehren benannt. 1946 wurde er Fellow der American Physical Society, 1965 wurde er in die National Academy of Sciences, 1966 in die American Academy of Arts and Sciences gewählt.